# Болдырев, Александр Вилович
Алекса́ндр Ви́лович Бо́лдырев (27 декабря 1955, Москва — 20 января 2021, Лусака) — советский и российский дипломат.

## Биография
Родился в семье советского дипломата Вила Константиновича Болдырева. Окончил Московский государственный институт международных отношений (МГИМО) МИД СССР (1978). На дипломатической работе находился с 1978 года. Владел английским и бенгальским языками.
- В 1996—1998 годах — начальник отдела во Втором Европейском департаменте МИД России.
- В 1998—2001 годах — советник Посольства России в Великобритании.
- В 2001—2004 годах — начальник отдела в Генеральном секретариате (Департаменте) МИД России.
- В 2004—2010 годах — заместитель Постоянного представителя России при ОБСЕ в Вене (Австрия).
- В 2010—2012 годах — заместитель директора Департамента информации и печати МИД России.
- В 2012—2016 годах — заместитель Постоянного представителя России при ЮНЕСКО в Париже (Франция).
- С ноября 2016 по октябрь 2019 года — заместитель директора Департамента по работе с соотечественниками за рубежом МИД России.
- С 31 октября 2019 года — чрезвычайный и полномочный посол Российской Федерации в Замбии[1]. Верительные грамоты вручил 12 декабря 2019 года[2].

Скончался 20 января 2021 года в возрасте 65 лет.

## Дипломатический ранг
- Чрезвычайный и полномочный посланник 2 класса (10 февраля 2012)[4].
- Чрезвычайный и полномочный посланник 1 класса (3 сентября 2018)[5].

## Награды
- Орден Мужества (18 мая 2021; посмертно) — за мужество, самоотверженность и высокий профессионализм, проявленные при исполнении служебного долга[6].
- Благодарность президента Российской Федерации (17 июля 1996) — за активное участие в организации, подготовке и проведении Московской встречи на высшем уровне по вопросам ядерной безопасности[7].